# Serbi
I serbi (in serbo Срби?, Srbi) sono una popolazione slava meridionale che vive principalmente in Serbia, Bosnia-Erzegovina (nella Repubblica Serba), Croazia, Montenegro e Kosovo, così come in Macedonia del Nord e Slovenia. Esistono anche comunità serbe sparse per il mondo a seguito della diaspora serba, le quali vivono prevalentemente nell'Europa occidentale (in Germania, Italia, Svizzera e Austria), negli Stati Uniti e in Canada.

## Popolazione
La maggioranza dei serbi dei Balcani, come detto, vive in Serbia, Bosnia ed Erzegovina (in particolare nella Repubblica Srpska), Montenegro e Croazia. Viceversa, piccole comunità si possono trovare in Kosovo, Macedonia, Slovenia, Romania, Albania e Ungheria. A seguito della diaspora serba, importanti concentrazioni di serbi si sono stanziati in Germania, Austria, Svizzera, USA, Brasile, Canada e Australia.
Nella Jugoslavia socialista, la maggior parte dei serbi si concentrava nella capitale Belgrado (più di 1.000.000), e nelle principali città, quali Novi Sad (400.000), Niš (250.000), Banja Luka in Bosnia-Herzegovina (220.000), Kragujevac (175.000) e nella parte est di Sarajevo (130.000). Il censimento del 1991 stimava un 36% la percentuale di serbi presenti nella ex Jugoslavia, per un totale di circa 8,5 milioni. Il numero di serbi che lasciarono il paese in seguito alla diaspora serba è stimato intorno ad 1 milione, anche se il Ministero per la Diaspora della Repubblica di Serbia stima in 2 milioni il numero di serbi (compresa i discendenti) che attualmente vivono nel mondo.
All'estero, le principali comunità si trovano a Vienna, che da molti serbi viene considerata come una seconda patria, Chicago (e nella sua area metropolitana), Toronto e Ontario meridionale, che raggruppate ospitano 30.000 serbi, quasi il 66% della popolazione totale della Repubblica di Serbia. Un altro milione vive invece in Bosnia ed Erzegovina, 200.000 in Montenegro e 100.000 in Croazia (prima della guerra civile, terminata nel 1995, la popolazione serba in Croazia ammontava a 600.000).

## Cultura

### Serbi famosi

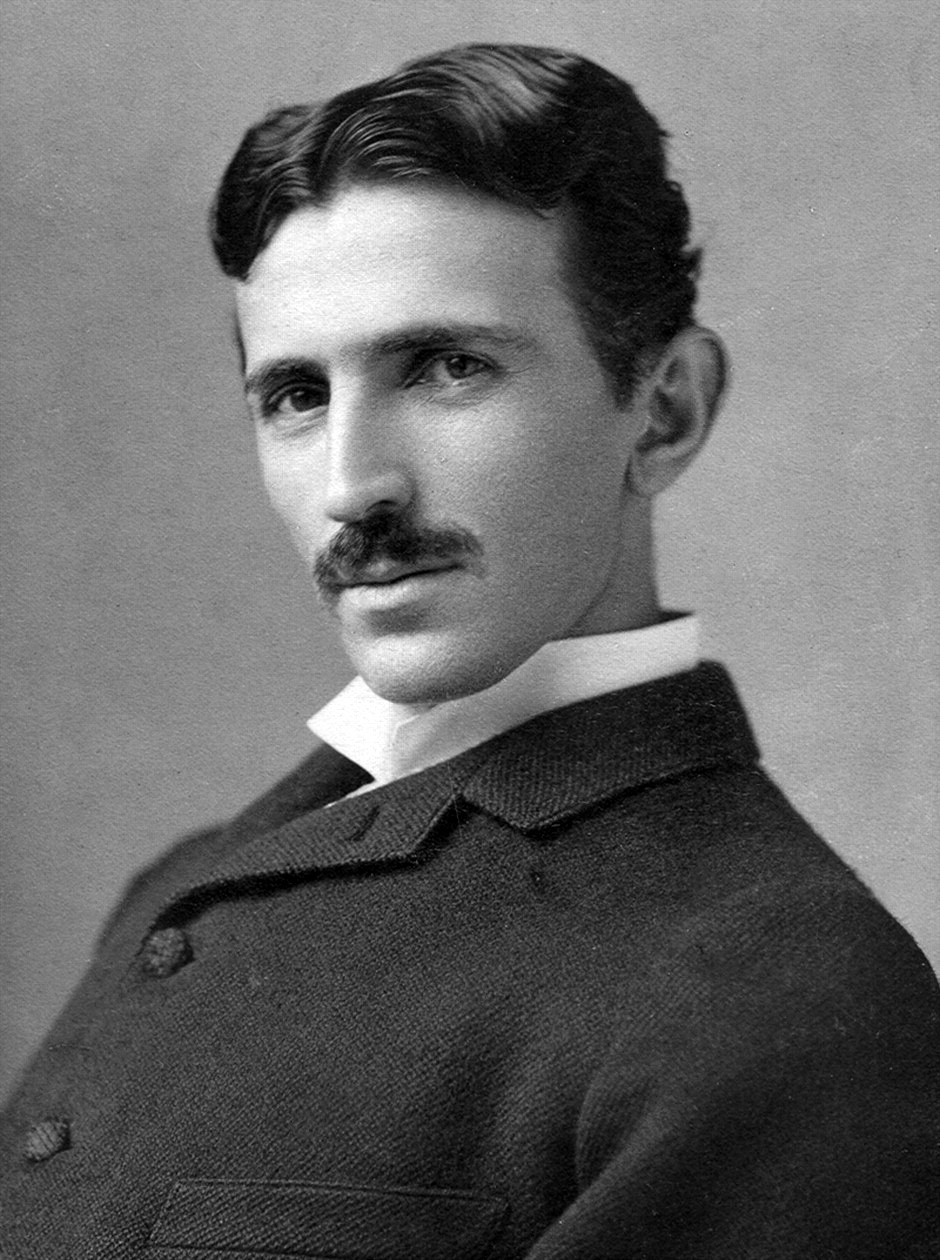
Ritratto di Nikola Tesla

Sono diversi i serbi che hanno giocato un ruolo di primo piano nelle arti e nelle scienze. Tra le principali figure del mondo scientifico, spiccano scienziati come Nikola Tesla, Mihajlo Pupin, Jovan Cvijić, e Milutin Milanković; matematici quali Jovan Karamata, Mihailo Petrović Alas, Mileva Marić e Đuro Kurepa; famosi compositori come Stevan Mokranjac e Stevan Hristić; celebri scrittori e autori come Ivo Andrić, Borislav Pekić, e Miloš Crnjanski; inventori come Ogneslav Kostović Stepanović; star dello sport come il miglior tennista al mondo Novak Đoković, Siniša Mihajlović, Dejan Stanković, Nemanja Vidić, Vlade Divac, Predrag Stojaković, Predrag Danilović, Aleksandar Đorđević, Vujadin Boškov, Ana Ivanović, Jelena Janković e Monica Seles; attrici come Milla Jovovich (per metà serba) e registi come Emir Kusturica. Spulciando nella storia serba, importanti sovrani come Stefano Nemanja, e suo figlio, San Sava.
La madre dell'ultimo Imperatore bizantino, Constantino XI Paleologo Dragases, era una principessa di origine serbe, Elena Dragaš (Jelena Dragaš).
Secondo il National Enquirer, Ian Fleming, padre del celebre James Bond prese spunto dalla vita della spia Duško Popov, noto con l'alias di "Triciclo".
Gavrilo Princip, un serbo-bosniaco, uccise l'Arciduca Francesco Ferdinando il 28 giugno 1914, scatenando la crisi tra l'Impero Austro Ungarico e il Regno di Serbia che diede il via alla prima guerra mondiale.

### Lingua
La gran parte dei serbi parla il serbo, una delle lingue slave meridionali e parte della macrolingua serbo-croata. L'identità serba è legata in gran parte proprio alla lingua, dato che viene indistintamente utilizzato sia l'alfabeto cirillico che l'alfabeto latino; Infine, altra variante del serbo, è la lingua slava ecclesiastica.
Come già ricordato, i discendenti della diaspora serba non sempre parlano fluentemente la lingua dei propri genitori e dei propri avi (specialmente negli Stati Uniti, in Canada e in Gran Bretagna); mentre, viceversa, diversi scrittori di fama internazionale, come Johann Wolfgang von Goethe e J. R. R. Tolkien, studiarono tale lingua.

### Cognomi
La maggior parte dei cognomi serbi presenta la particella finale -ić (AFI: /itj/; cirillico: -ић), che molto spesso viene traslitterata come -ic o, erroneamente, come -itch o -ich.
Il suffisso -ić è in realtà un diminutivo slavo, che originariamente aveva la funzione di creare un patronimico: ad esempio il cognome Petrić significa "piccolo Petar", sullo stesso tenore, quindi della forma gaelico-scozzese Mac ("figlio di"), o dell'irlandese O'. Stime parlano di circa due terzi il numero di cognomi serbi che terminano con la particella -ić.
Altri suffissi comuni sono -ov o -in, che sono niente di meno che la forma possessiva dello slavo: ad esempio Nikolin significa "figlio di Nikola", oppure Petrov, "figlio di Petar", e Jovanov, "figlio di Jovan". Questi ultimi, comunque, sono cognomi più comuni in Voivodina.
Da non dimenticare, infine, alcuni cognomi fra i più diffusi come: Sekulić, Petrović, Jovanović, Popović, Ivanović, Janković e Nikolić.

### Religione
La Chiesa ortodossa serba, ha giocato, e gioca tuttora, un ruolo di primo piano nella formazione dell'identità serba. 
La conversione degli slavi meridionali dal paganesimo alla Cristianità, iniziò ben prima dello scisma d'Oriente, la separazione religiosa dell'Impero bizantino dalla Chiesa cattolica di Roma. Tuttavia restarono comunque forti con il cattolicesimo. Successivamente, con l'espansione dell'Impero ottomano, molti slavi del sud, specialmente in Bosnia si convertirono all'Islam.

### Simboli

Bandiera ufficiale della Serbia

La bandiera serba è un tricolore con i colori panslavi. Consiste in tre fasce orizzontali uguali, rosso in alto, blu nel centro e bianco in basso. Nella parte centrale-sinistra viene posto lo stemma della Serbia: un'aquila a due teste bianca, che rappresenta il doppio potere, e che fu lo stemma della Casata dei Nemanjić, avente posta sul petto una croce e le quattro lettere S in cirillico (С) che simboleggiano l'unità dei serbi.
L'aquila e la croce sono state entrambe, lungo la storia serba, punti basilari per gli emblemi e i simboli delle varie organizzazioni o entità statali esistite.
Gli abiti tipici popolari serbi variano da una regione all'altra, forse anche per via della diversità di condizioni climatiche e geografiche tra le varie zone. Questi sono alcuni abiti tipici:
- la tradizionale scarpa popolare opanak. Si riconosce dalla caratteristica punta che si erge nella parte anteriore della scarpa ed è rivolta all'indietro. Questo scarpa tipica cambia da una regione all'altra.
- cappello tradizionale denominato šajkača. È facilmente riconoscibile dalla parte superiore a forme della lettera V. Questo indumento ha raggiunto grande popolarità dopo essere stato largamente usato come parte dell'uniforme dell'Esercito serbo nella Grande Guerra. Oggi lo si può trovare soprattutto nei villaggi della Serbia. È stato recentemente usato anche come parte dell'uniforme dell'esercito della Republika Srpska durante l'ultima guerra in Bosnia. Comunque, šajkača è caratteristica soprattutto della regione della Serbia centrale chiamata Šumadija, mentre le altre popolazioni di serbi che abitano in Bosnia ed Erzegovina, Montenegro, Macedonia, Croazia, Kosovo e nella regione autonoma di Voivodina hanno altri tipi di copricapi.

## Mappe

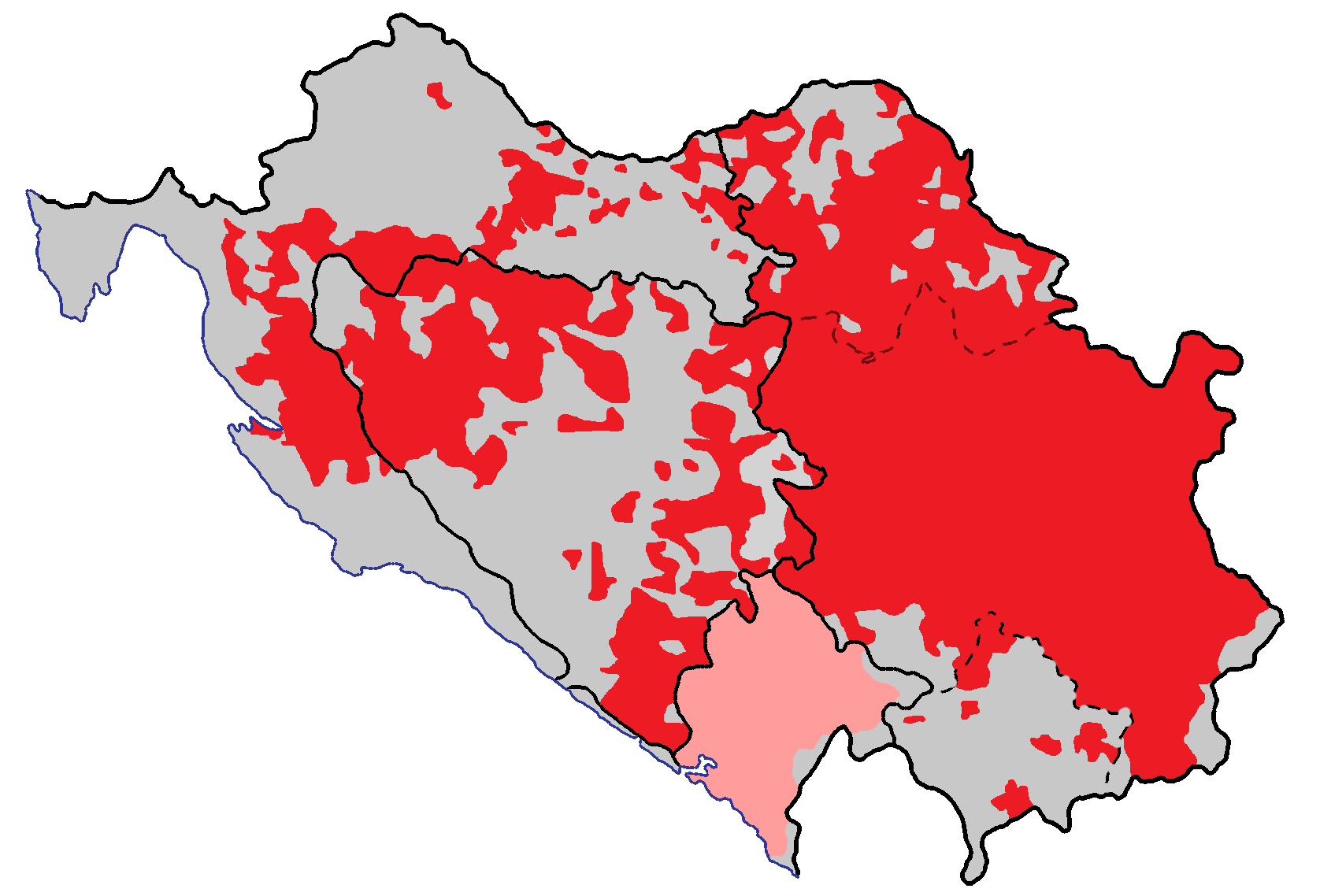
Mappa etnica della ex Jugoslavia, aggiornata al 2008. In giallo vengono indicati i serbi.
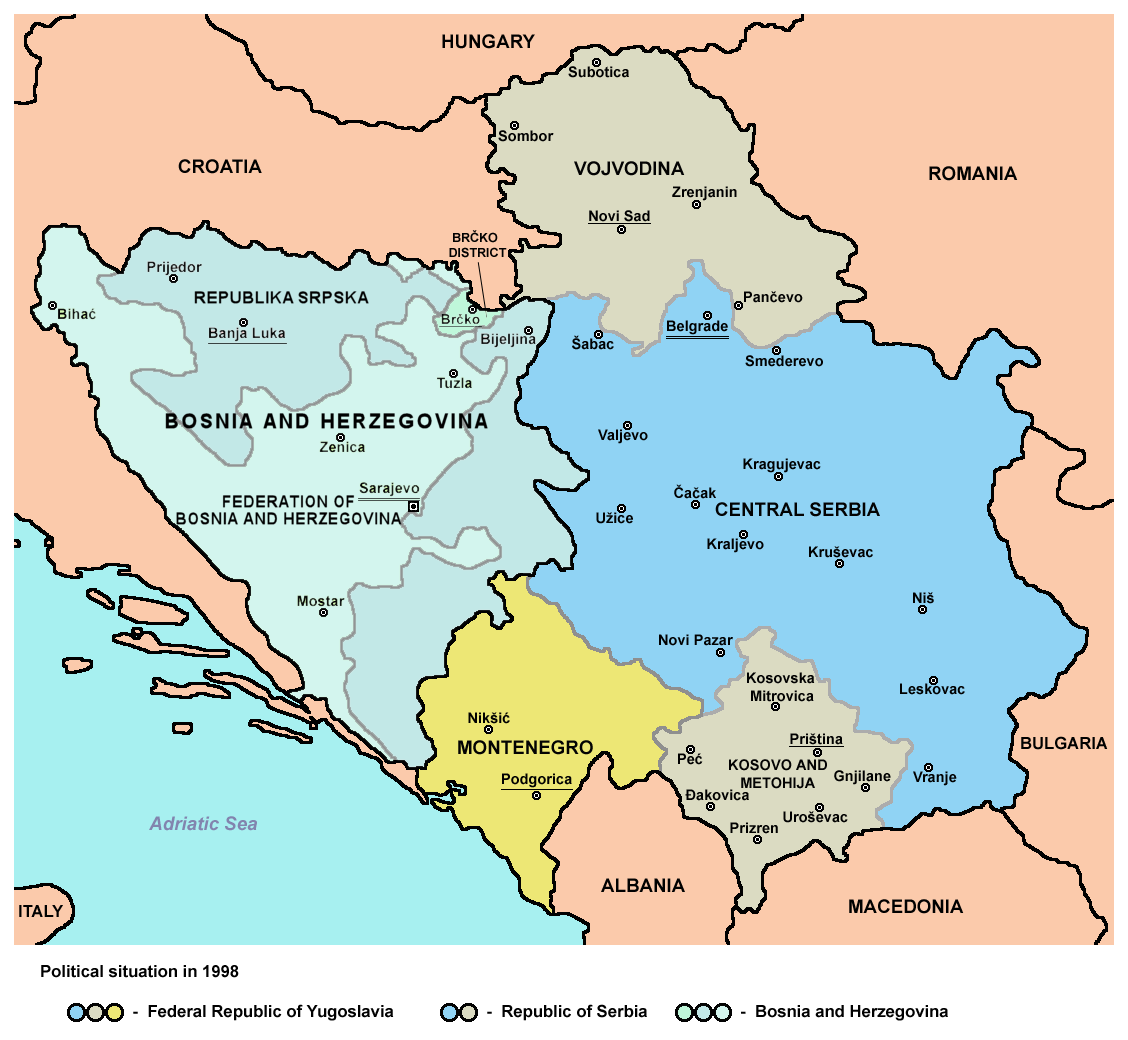
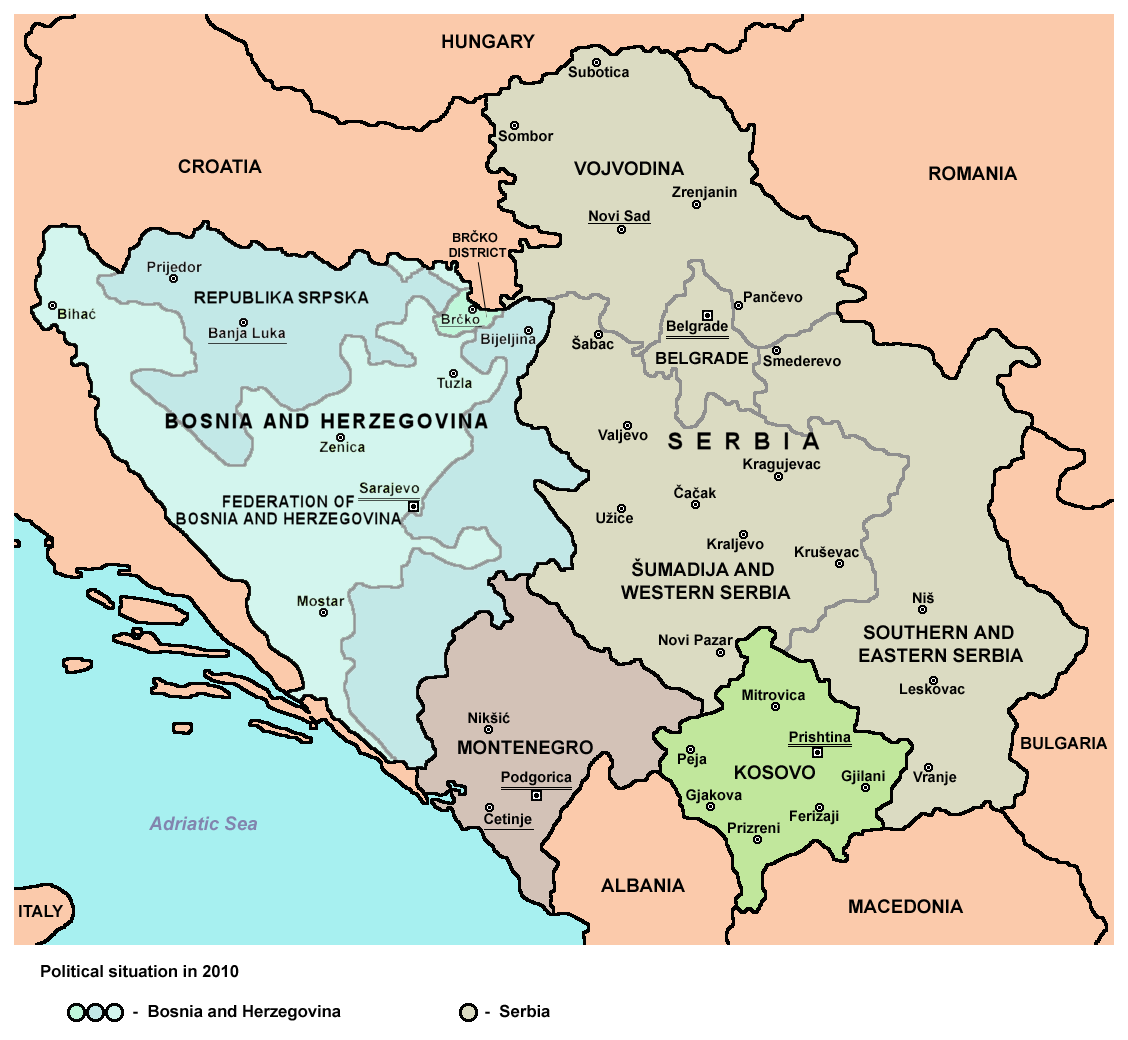